# Lynn Westmoreland

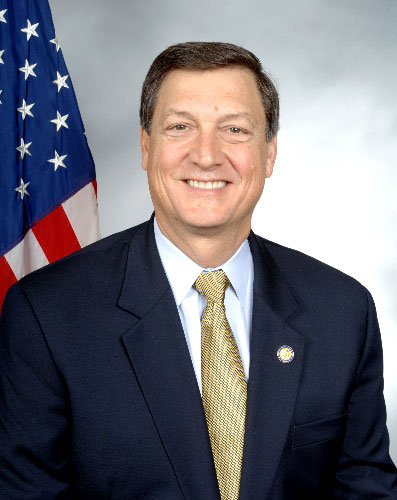
Lynn Westmoreland

Lynn A. Westmoreland, född 2 april 1950 i Atlanta, Georgia, är en amerikansk republikansk politiker. Han är ledamot av USA:s representanthus sedan 2005.
Westmoreland gick i skola i Therrell High School i Atlanta. Han studerade 1969-1971 vid Georgia State University. Han var sedan verksam inom fastighetsbranschen.
Kongressledamoten Mac Collins kandiderade utan framgång i republikanernas primärval inför senatsvalet 2004. Westmoreland vann kongressvalet och efterträdde Collins i representanthuset i januari 2005.
Westmoreland använde adjektivet "uppity" för att beskriva Barack och Michelle Obama i samband med presidentvalet i USA 2008. Ordet uppfattas som ett kodord med rasistiska undertoner för att beskriva framgångsrika afroamerikaner på ett nedsättande sätt.